# 柏井村
柏井村（かしわいむら）は、愛知県東春日井郡にかつてあった村である。
現在の春日井市南部（柏井町など）に該当する。

## 歴史
- 1880年（明治13年）2月5日 - 春日井郡が東春日井郡と西春日井郡に分割され、この地域は東春日井郡となる。
- 1889年（明治22年）10月1日 - 上条新田(現在の瑞穂通)、勝川妙慶新田(現在の妙慶町)、八田与吉新田(現在の柏井町)、下条原新田(現在の八幡町)が合併し、柏井村が発足。
- 1906年（明治39年）7月16日 - 勝川町に編入される。同日柏井村は廃止。